# Persécution des homosexuels en Tchétchénie
 (septembre 2022).

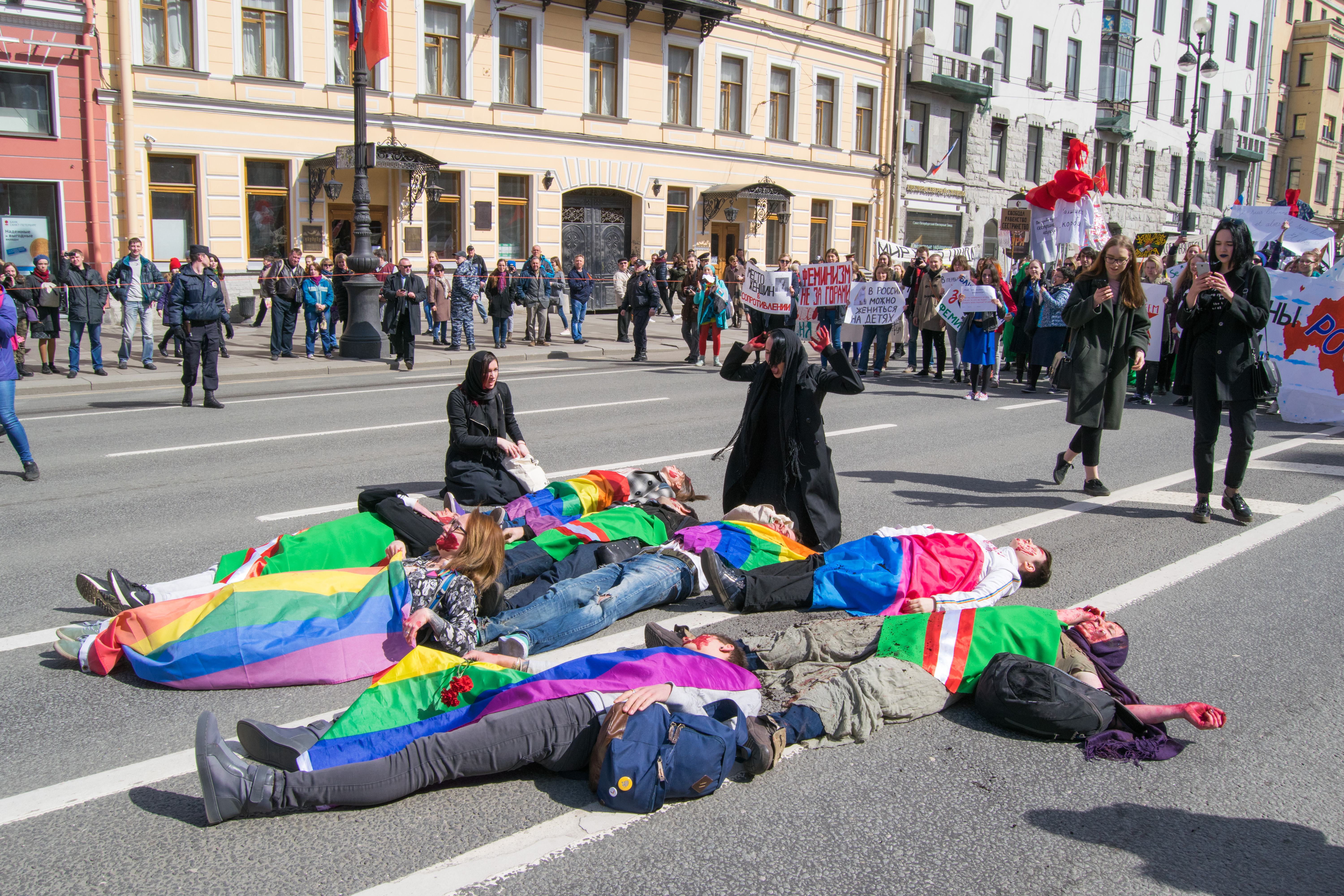
Manifestation "Mères tchétchènes pleurants leurs enfants" destinée à attirer l'attention sur les persécutions, le 1 mai 2017 à Saint-Pétersbourg.

La persécution des homosexuels en Tchétchénie est un ensemble d'exactions commises depuis 2017 en Tchétchénie (république de la fédération de Russie), à l'encontre des personnes LGBT.
Novaïa Gazeta, journal de l'opposition libérale, affirme, dans une enquête publiée le 1er avril, qu'une centaine d'hommes auraient été enlevés, détenus et torturés. L'accusation a été reprise tout d'abord par Amnesty International, puis par plusieurs médias américains, britanniques et français. Elle est rejetée en bloc par les autorités tchétchènes et russes. Néanmoins, le président russe Vladimir Poutine a ordonné une enquête.

## Déroulement
Elena Milachina, journaliste à Novaïa Gazeta, média russe d'opposition, publie le 1er avril 2017 un article dans lequel elle affirme qu'un plan de répression est mené en Tchétchénie contre les homosexuels (réels ou présumés). Une centaine d'individus, âgés de 16 à 50 ans, auraient été enlevés et seraient détenus dans des « prisons secrètes », torturés, parfois électrocutés, pour leur soutirer le nom d'autres homosexuels,. Trois auraient ainsi été tués, les familles auraient été incitées à assassiner leurs proches pour « laver leur honneur ». La responsable de l'association russe LGBT Network déclare que « l'homosexualité en Tchétchénie est considérée comme un déshonneur, une tache pour toute la famille. Et [elle croit] que la seule façon de nettoyer cette tache est de tuer cette personne ». Ainsi, la mort d'un jeune de 17 ans, poussé par son oncle du neuvième étage d'un immeuble, est déclarée. Le journal mentionne également au moins trois morts.
Le 1er mai 2017, lors d'une manifestation pacifique à Saint-Pétersbourg pour des droits aux citoyens LGBT et pour la libération des prisonniers, 17 militants sont arrêtés pour « trouble à l'ordre public ». Le 6 mai, trois associations françaises LGBT portent plainte à la Cour pénale internationale contre le président tchétchène Ramzan Kadyrov, pour « génocide » et « persécutions », précisant que « ces actes ne sont pas le fait de groupes isolés, mais sont l'œuvre des autorités tchétchènes, sous la direction du président, Ramzan Kadyrov ». Alexandre Marcel, président du comité IDAHO France et porte-parole de Stop Homophobie, affirme que la plainte est « le seul moyen de poursuivre [ces] comportements nazis ».
L'Organisation non gouvernementale russe LGBT Network ouvre une ligne d'appel d'urgence et permet, en mai, d'évacuer une quarantaine d’homosexuels à l'étranger.
Le 11 mai, cinq militants LGBTI sont arrêtés alors qu'ils tentaient de remettre une pétition (de deux millions de signatures) au bureau du procureur général russe. Ils sont libérés le lendemain mais convoqués pour un procès du 29 mai.
Le 20 avril 2017, le député et ministre d'État aux Affaires étrangères britannique Alan Duncan annonce devant la Chambre des communes que la République tchétchène souhaite « éliminer » tous les LGBT du pays avant le Ramadan (26 mai).
Maxime Lapounov est la première victime à témoigner contre les violences policières envers les personnes homosexuelles et à porter plainte contre les autorités tchétchènes à visage découvert,,,.
En octobre 2017, la presse internationale mentionne le cas de la disparition du chanteur Zelim Bakaev, qui est arrêté puis assassiné par des siloviki anti-gays.
Deux années après, en mai 2019, Human Rights Watch dénonce une « nouvelle vague de répression anti-gay » en Tchétchénie. Selon l'ONG, la police tchétchène a procédé à une « nouvelle série d’arrestations illégales, de passages à tabac et d’actes humiliants à l’encontre d’hommes présumés homosexuels ou bisexuels ».

## Réactions

### En Russie
Le porte-parole du gouvernement tchétchène, Alvi Karimov, assure en avril 2017 que ces condamnations sont des « mensonges absolus ». Il poursuit : « Vous ne pouvez pas arrêter et persécuter des gens qui n’existent pas dans la République. [...] S’il y avait de telles personnes en Tchétchénie, les forces de l’ordre n’auraient rien à faire car leurs proches les enverraient vers un endroit dont on ne revient pas. » Il affirme ainsi que les LGBT ne sont pas présents et n'existent pas dans son État.
Le 6 mai, le Président russe Vladimir Poutine annonce avoir ordonné une enquête afin de vérifier la véracité des allégations.
Le 20 mai, Dmitri Peskov, porte-parole de la présidence russe, annonce qu'« il n'y a jusqu'à présent aucune confirmation concrète » de telles persécutions. Une enquête a été ouverte par le parquet général, mais les enquêteurs disent n'avoir reçu aucune plainte officielle de victime.
Le 22 mai, un nouvel article d'Elena Milachina, toujours dans la Novaïa Gazeta, fait état de l'engagement de l'enquête. Il y est indiqué que les forces de l'ordre seraient contraintes à témoigner par les enquêteurs, qu'elles donneraient la liste des personnes illégalement détenues, mais que les parents des victimes seraient contraintes à signer des déclarations selon lesquelles elles seraient parties pour des raisons professionnelles.

### À l'étranger
Divers candidats à l'élection présidentielle française d'avril-mai 2017 ont choisi de se prononcer sur cet événement : Benoît Hamon (Parti socialiste), dans un post du 11 avril sur le réseau social Twitter déclare que « la communauté internationale doit condamner les exactions rapportées par la presse de Kadyrov contre les homosexuels en Tchétchénie ». Le futur président Emmanuel Macron (En marche !) « condamne [ces] actes odieux » et ajoute que « la France et l'Europe doivent s'engager contre ces attaques ». De son côté, Jean-Luc Mélenchon (La France insoumise), dans son meeting à Lille du 12 avril apporte son soutien aux victimes et déplore que certains pays répriment encore cette orientation sexuelle. Le même jour, Philippe Poutou (Nouveau Parti anticapitaliste) exprime également sur Twitter sa « colère et [sa] révolte face aux violences homophobes en Tchétchénie ». Marine Le Pen (Front national), arrivée au second tour et François Fillon (Les Républicains), arrivé troisième, ne s'expriment pas sur le sujet. Cécile Duflot, candidate à la primaire écologiste de l'année précédente, s'indigne de cet « infâme crime d'État à dénoncer puissamment ».
La chancelière allemande Angela Merkel demande, lors d'une conférence de presse à Sotchi le 2 mai, au président russe Vladimir Poutine d'utiliser son « influence » pour que les homosexuels soient respectés en Tchétchénie.
Au Royaume-Uni, le député et ancien maire de Londres Boris Johnson affirme sur Twitter que c'est « un gouvernement scandaleux de la Tchétchénie qui soutient plutôt que d'arrêter les mauvais traitements ». La ministre d'État aux Affaires étrangères Joyce Anelay ajoute que les persécutions « sont extrêmement [préoccupantes] ».
Le ministère de l'Europe et des Affaires étrangères français informe dans un communiqué de presse du 15 mai qu'il est prêt à « examiner les demandes de visa à caractère humanitaire » pour les homosexuels tchétchènes persécutés, mais change de direction le lendemain, lors de l'annonce du nouveau gouvernement. D'autres pays réalisent la même offre : neuf Tchétchènes ont pu obtenir leur visa dans plusieurs États dont sept faisant partie de l'Union européenne et la Lituanie mais les États-Unis déclare qu'« ils n'ont pas de volonté politique » et « qu'ils ne délivreront pas de visas », selon un porte-parole du réseau russe LGBT joint par BFM TV,,.
Le jury de la Queer Palm au festival de Cannes interpelle en mai 2017 l'opinion publique sur la persécution des homosexuels en Tchétchénie.

### Sur Internet
Dès l'annonce des événements, plusieurs faits sont référencés sur l'Internet francophone et mondial : une pétition « pour une enquête sur les massacres et tortures d'homosexuels en Tchétchénie », de 450 000 signatures au 15 mai 2017, est postée sur Change.org par le MAG Jeunes LGBT pour informer l'UNESCO, l'ONU, ainsi que les candidats à l'élection présidentielle française et les hashtags #Kiss4LGBTQrights (« un baiser pour les droits des LGBT »), #Chechya100 et #TchétchénieURGENCE (un temps numéro un des hashtags sur Twitter France) sont créés pour soutenir la cause des victimes tchétchènes et faire circuler l'information. L'association brésilienne LGBT [SSEXBBOX], auteur du hashtag #Kiss4LGBTQright lance une campagne contre l'homophobie de la présidence russe et incite les couples homosexuels à se prendre en photo en train de s'embrasser puis de la poster sur le réseau social Instagram avec son hashtag.

### Vidéographie
- [vidéo] À l'intérieur de la prison tchétchène où des homosexuels disent avoir été torturés, VICE News, 20 juin 2017.
- [vidéo] Bienvenue en Tchétchénie, Arte, 26 mai 2021.